# Bahomamey
Bahomamey es un barrio ubicado en el municipio de San Sebastián en el estado libre asociado de Puerto Rico. En el Censo de 2010 tenía una población de 2.218 habitantes y una densidad poblacional de 1.105 personas por km².

## Geografía
Bahomamey se encuentra ubicado en las coordenadas 18°20′26″N 66°59′40″O / 18.34056, -66.99444. Según la Oficina del Censo de los Estados Unidos, Bahomamey tiene una superficie total de 2.01 km², que corresponden a tierra firme.

## Demografía
Según el censo de 2010, había 2.218 personas residiendo en Bahomamey. La densidad de población era de 1.105 hab./km². De los 2.218 habitantes, Bahomamey estaba compuesto por el 87.02% blancos, el 3.2% eran afroamericanos, el 0.23% eran amerindios, el 8.07% eran de otras razas y el 1.49% pertenecían a dos o más razas. Del total de la población el 99.46% eran hispanos o latinos de cualquier raza.